# Gilles Mebes
Gilles Mebes, geboren als Guenter Mebes (* 21. Oktober 1958 in Zürich), ist ein in Freiburg im Breisgau lebender Autor. Er verfasst Erzählungen, Romane, Gedichte, Hörspiele, Theaterstücke und Musicals.

## Leben
Mebes wuchs im badischen Rheinfelden auf. Später zog er nach Freiburg. Ab 1988 war er als Gelegenheitsarbeiter und ab 1993 als Lagerarbeiter unter anderem im Stahlgroßhandel tätig.
1986 trat Mebes der RFFU bei und begann Hörspiele für den Südwestfunk (Landesstudio Freiburg) zu schreiben, teilweise in alemannischer bzw. elsässischer Mundart. 1987 erschien sein erster Gedichtband Surazo bei Edition Isele. Im gleichen Verlag veröffentlichte er 1994 die Erzählung Material, welche eine Arbeiter-Biografie beschreibt. Dafür wurde er mit dem Literaturpreis der Jürgen Ponto-Stiftung ausgezeichnet. Die Jury urteilte, der in einer unprätentiösen, sehr präzisen Sprache geschriebene Text erfaßt einen Wirklichkeitsbereich, dessen Darstellung in unserer Literatur selten geworden ist: den Bereich der manuellen Arbeit. Außerdem erhielt Mebes für das Buch ein Literaturstipendium des Landes Baden-Württemberg.
1995 veröffentlichte Mebes seinen Debütroman Frei, der von einer Reise als Tramp durch Frankreich im Jahr 1978 handelt. Der darauf folgende südbadische Milieukrimi Krieger 01 (1998) erschien sowohl als Buch als auch als Hörspiel. Neben weiteren Kriminalromanen und -geschichten thematisierte Mebes in seinen Werken unter anderem die Fankultur beim Fußballverein SC Freiburg, die Geschichte der Alamannen und aktuelle Ereignisse wie den Amoklauf von Erfurt (Amok, 2003 in Allmende). Er schrieb drei Musicals, darunter das Jugendmusical The Groupies (Musik Martina Freytag), und mehrere Theaterstücke wie Mi Mami (1995).

## Werke (Auswahl)
- Surazo: Sonette zur Zeit. Edition Isele, Eggingen 1987, ISBN 3-925016-22-8.
- Material: Erzählung. Edition Isele, Eggingen 1994, ISBN 3-86142-026-0.
- Frei: Roman. Edition Isele, Eggingen 1995, ISBN 3-86142-050-3.
- Krieger 01: Criminalroman. Sonne-Mond-und-Sterne-Verlag, Wiesbaden 1998, ISBN 3-932284-10-0.
- Der SC Freiburg und der Ernst des Lebens. Belchen-Verlag, Freiburg im Breisgau 1999, ISBN 3-933483-18-2.
- Tatort Baden-Württemberg: Betrüger, Erpresser, Amokläufer. Belchen-Verlag, Freiburg im Breisgau 2000, ISBN 	3-933483-20-4.
- Nacht auf der Haid: Krimi. Belchen-Verlag, Freiburg im Breisgau 2002, ISBN 3-899020-37-5.
- Als die Römer schwach geworden: Geschichten von Alemannen, Schwaben und ihren Nachfahren. Hohenheim-Verlag, Stuttgart 2003, ISBN 3-89850-093-4.

Hörspiele
- Der arme Lienhardt. 1986.
- Amadois vo Rhifelde oder: Reich mir die Hand, mein Leben. Südwestfunk 1986.
- WYHL oder Der tiefe Fall vor dem Aufstand. 1987.
- Nai hämmer gsait. Südwestfunk 1987.
- Stillstand oder ein Mordfall. Südwestfunk 1989.
- Des Engels Kopfball oder wie der SC Freiburg fast aufgestiegen wäre. Südwestfunk 1993.
- Mi Mami. Südwestfunk 1997.
- Krieger 01. Südwestrundfunk 1998.